# Xian de Chicheng
«  Chicheng » redirige ici. Ne pas confondre avec Chi Cheng ni Chi-Sheng.
Le xian de Chicheng (赤城县 ; pinyin : Chìchéng Xiàn) est un district administratif de la province du Hebei en Chine. Il est placé sous la juridiction de la ville-préfecture de Zhangjiakou.

## Démographie
La population du district était de 238 169 habitants en 2010